# Тельне
Те́льне — село в Україні, у Корюківській міській громаді Корюківського району Чернігівської області. Населення становить 146 осіб. До 2016 орган місцевого самоврядування — Сядринська сільська рада. Село Тельне розташоване за 15 км від районного центру — міста Корюківка і за 3 км від центру старостинського округу — села Сядрине.

## Географія
Село розташоване за 15 км від районного центру і залізничної станції Корюківка та за 3 км від селищної ради. Висота над рівнем моря — 148 м.

## Історія
У XVI ст. ці землі під назвою Сядринський «острів» належали до Домислинської волості Чернігівського уїзду Московської держави. «Островами» у цих краях називали значні ділянки землі з кількох сторін оточених річками. На початку XVII ст. Сядринський і сусідній Убідський «острови» належали спільно синам боярським (дрібним феодалам) Матвію Артюхову та Василю Берсину.
Нове освоєння цих земель починається після входження Чернігівщини до складу Речі Посполитої. У 1632 р. король надав їх шляхтичу Яну Сіножацькому. У 1634 р. королівський привілей на ці землі отримує жовнір, в подальшому чернігівський скарбник Михайло Ясликовський, який продав маєтність у січні 1635 р. королівському ротмістру Миколаю Киселю. Ці землі мали значні лісові масиви, зокрема, в районі нинішнього Сядрина був великий бір з бортними деревами, який пізніше назвали Калениковою вотчиною. До Визвольної війни 1648—1654 рр. місцевість так і залишалася пусткою.
Слобідка Тельна виникла 1720 року. Осаджена була чернігівським полковником Павлом Полуботком, якому здавна належали село Савинки, менші поселення Самотуги та Гута Сядринська. У 1732 р. у Тельній, яка тоді належала удові Полуботка Ганні, налічувалося «малогрунтових посполитих» (середнього достатку) 7 дворів (8 хат), «нищих» (бідняків) — 22 двори.
Після Анни Полуботок Тельне належало сину Павла Полуботка — бунчуковому товаришу Андрію Полуботку. Згодом частина сільця перейшла як посаг за Уляною Андріївною Полуботковою до Івана Михайловича Забіли. Інша частина з 1744 р. дісталася у спадок її брату бунчуковому товаришу Василю Андрійовичу Полуботку.
До знищення автономії Гетьманщини поселення перебувало у складі Волинська сотня, інколи Понорницької сотні Чернігівського полку. Потім воно увійшло до Сосницького повіту Новгород-Сіверського намісництва (з 1802 р. Чернігівської губернії). У другій половині XVIII ст. місцевість біля Сядрина та Тельного була густо вкрита лісами, що використовувались як будівельний матеріал.
На 1781 р. населення дєрєвні (сільця) Тельне проживало у 27 дворах (29 хат), з яких 10 належало Прохору Івановичу Забілі, а решта — удові бунчукового товариша Семена Яковича Полуботка Анастасії. Жителі Тельного переважно виробляли вози, сани, колеса, дерев'яний посуд та возили на продаж до Коропа та Сосниці. Крім лісу поблизу Тельного знаходилися орні землі та сіножаті.
У 1810 р. у дєрєвні Тельній проживало 325 душ обох статей селян-кріпаків. У 1840 р. у Тельному згадано лише 22 двори і 96 жителів.
У 1861 р. у Тельному у 54 дворах проживало 441 чол. Всього в сільці син полковника Платон Якович Забіла мав 73 ревізькі душі (кріпаки чоловічої статі). Інша половина цього сільця (132 душі) перебувала у власності колезького радника Степана Івановича Лашкевича. У Савинках, Тільній (Тельному), Сядриному Забілі  належало 4769 ½ десятини землі (десятина = 1,09 гектара) та винокурний завод в останньому. Землі у сільці використовувалися таким чином: 59 десятин — садиби з городами, 737 — рілля, 365 десятин — сіножаті, 438 десятин — ліси. Основним заняттям населення було хліборобство. Врожайність зернових становила 1:3, що було середнім показником для Сосницького повіту. Як робоча худоба використовувалися 60 коней та 44 воли.
За описом 1872 р. ця місцевість належала до Холменської волості Сосницького повіту. Після 1876 р. сядринські, самотузькі, тельненські та савинські грунти у Забіли купила поміщиця Добровольська Єлизавета Миронівна (? — 1902).
По них землі успадкували діти. Олександр Францевич (1859 — після 1927), який  мешкав у Сядрині, мав 1485 десятин землі. Августин Францевич (1845-?)  з  Самотуг мав 581 десятину, а Троїцька (Троцька) Лідія Францівна з Тельного — 266 десятин землі.
У 1872 р. у Тельному в 119 дворах (з них 118 селянських) мешкало 588 чол. Крім заняття хліборобством тельненці працювали на цукрових заводах. До 1897 р. кількість населення дещо зросла і становила 716 чол., які проживали у 115 дворах. Щоправда, у 1892 р. у Тельному проживало вже 870 чол. Це, очевидно, була найбільша кількість населення за всю історію села.
У 1910 р. Сосницьке повітове земство у Тельному збудувало початкову  школу. З 1914 р. дітей навчала випускниця гімназії Левченко Антоніна Михайлівна, за походженням з міщан. Законовчителем був сядринський священик о. Димитрій Бесарабов. Попечителем навчального закладу було обрано поміщика Олександра Францовича Добровольського. На 1 січня 1917 р. у всіх трьох відділеннях (класах) навчалося 48 хлопців і 25 дівчат.
Завдяки земству у Тельному з'являється споживчий кооператив, який згадується у 1915 р.
На час Лютневої революції в Російській імперії у Тельному проживало 803 особи.
За радянської влади Тельне увійшло до Сядринської сільської ради і у 1923 р. відійшло до новоствореного Холминського району. У 1924 р. кількість дворів зросла до 163-х із 845 жителями. Під час колективізації у Тельному організовано колгосп ім. Сталіна.
За німецької окупації в Тельному владу представляли староста та допоміжна поліція.
19 вересня 1943 р. населені пункти сільради було звільнено частинами 55-ї стрілецької дивізії полковника Заіюльєва та 60-ї стрілецької дивізії  полковника Богоявленського.
У 1967 р. до сядринського колгоспу ім. Димитрова було долучено тельненський та самотузький колгоспи. Господарство спеціалізувалося на вирощуванні зернових, технічних культур та м'ясо-молочному тваринництві.  Надалі у Тельному була молочно-товарна ферма.  
Наприкінці 1966 р. Тельне відійшло до відновленого Корюківського району.
У 80-90-х роках минулого століття у селі ще працювали клуб, що знаходився у приміщенні колишньої початкової школи, і магазин, які на сьогодні вже не діють. Постійно скорочується кількість населення. Якщо у 2001 р. було зареєстровано 146 осіб, то у 2009 р. залишалося 113 осіб, а у 2015 р. — 84 особи. У 2019 р. фактично проживало всього 46 осіб з 63 зареєстрованих.
У Національній книзі пам'яті жертв Голодомору 1932—1933 років в Україні записаний один мешканець села, який помер від голоду.
12 червня 2020 року, відповідно до розпорядження Кабінету Міністрів України № 730-р «Про визначення адміністративних центрів та затвердження територій територіальних громад Чернігівської області», увійшло до складу Корюківської міської громади.
19 липня 2020 року, в результаті адміністративно-територіальної реформи та ліквідації колишнього Корюківського району, село увійшло до складу новоутвореного Корюківського району.

## Відомі уродженці
- Ліссітса Алекс Миколайович (1974) — президент асоціації «Український клуб аграрного бізнесу».